# Claudette Werleigh
Claudette Antoine Werleigh (născută la 26 septembrie 1946, la Cap-Haitien, în Haiti) este o personalitate politică feminină din țara sa, care a îndeplinit funcția de prim-ministru al țării sale între 7 noiembrie 1995 și 7 februarie 1996.

## Biografie
Claudette Werleigh s-a născut în 1946, la Cap-Haitien, Haiti, într-o familie înstărită. A studiat medicina în Statele Unite ale Americii și în Elveția, înainte de a reveni în Haiti, pentru a obține o diplomă în drept și economie la Universitatea de Stat din Port-au-Prince.. A lucrat într-o serie de organizații non-guvernamentale în domenii de alfabetizare a adulților și de ajutor umanitar. În perioada 1976 - 1987, a fost secretar general al Caritas Haiti, o organizație înființată de Conferința Episcopilor Haitieni.

## Cariera politică
Claudette Werleigh a fost director executiv al ambasadei statului Haiti la Washington, DC.
A fost și ministru al afacerilor străine și al religiei în 1993 și în 1995. Claudette Werleigh a îndeplinit funcția de prim-ministru al țării sale între, 7 noiembrie 1995 și 7 februarie 1996.
Din 1999 până în 2007, Claudette Antoine Werleigh a exercitat funcția de Director al Programelor de Transformare a Conflictelor în sânul Institutului pentru Viață și Pace de la Uppsala, Suedia, institut care supervizează cercetările pentru rezolvarea conflictelor și a posibilităților de reconciliere. 
Doamna Werleigh este noul Secretar General al Pax Christi International, din noiembrie 2007, când i-a succedat în funcție lui  Etienne De Jonghe.